# Chycina (jezioro)
Chycina (niem. Hüllengrund See) – jezioro w Polsce położone w województwie lubuskim, w powiecie międzyrzeckim, w gminie Bledzew na Bruździe Zbąszyńskiej. Nad jeziorem znajduje się wieś Chycina, która leży na wzniesieniach południowo-zachodniego brzegu. Najbliższym miastem jest Międzyrzecz.

## Hydronimia
Do 1945 roku jezioro znajdowało się na terenie Niemiec i nazywane było Hüllengrund See. Obecna nazwa została wprowadzona urzędowo 17 września 1949 roku.

## Morfometria
Według danych Instytutu Rybactwa Śródlądowego powierzchnia zwierciadła wody jeziora wynosi 84,8 ha. Średnia głębokość zbiornika wodnego to 8,5 m, a maksymalna to 17,1 m. Lustro wody znajduje się na wysokości 40,6 m n.p.m. Objętość jeziora wynosi 7197,3 tys. m³. Natomiast A. Choiński podał wielkość jeziora jako 77,5 ha. Roślinność wodna zanurzona zajmuje 7,2 ha, tj. 8,4% powierzchni na 89% długości linii brzegowej. Jezioro otoczone jest całkowicie lasami. Jego linia brzegowa urozmaicona, silne przewężenie w środkowej części dzieli je na dwa baseny. Oba posiadają własne, centralnie umiejscowione głęboczki. 
Głównym dopływem do akwenu jest Struga Jeziorna przepływająca przez jezioro i umożliwiająca kajakarzom wędrówki na odległe o 800 m Jezioro Długie i dalej leżące Kursko. W sąsiedztwie północnej części jeziora (200 m) leży bardzo czyste, głębokie jezioro Cisie. Drugi niewielki dopływ pochodzi z małego jeziorka po drugiej stronie drogi. Odpływ z jeziora jest szeroki i głęboki, pozwala swobodnie dostać się nad wody Zalewu Bledzewskiego – zbiornika zaporowego na rzece Obrze.

## Zagospodarowanie
U podnóża wysokiej skarpy znajduje się małe miejscowe kąpielisko. Duża plaża z przystaniami usytuowana jest na brzegu zachodnim. Poznańska Akademia Wychowania Fizycznego ma tutaj ośrodek szkoleniowy dla swoich studentów. Przy jeziorze urządzono dwa pola biwakowe. 
Administratorem wód jeziora jest Regionalny Zarząd Gospodarki Wodnej w Poznaniu. Utworzył on obwód rybacki, który obejmuje wody jeziora Chycina (obwód rybacki Jeziora Chycińskie na cieku Struga Jeziorna – Nr 4). Ekstensywną gospodarkę rybacką prowadzi na jeziorze Polski Związek Wędkarski Okręg w Gorzowie Wielkopolskim.

## Czystość
Jezioro Chycina w 1995 roku klasyfikowało się w II klasie czystości. Najnowsze badania z 2019 roku określiły jakość wód jeziora jako posiadające umiarkowany stan ekologiczny, co odpowiada III klasie jakości.